# Gemmerich
Gemmerich ist eine Ortsgemeinde im Taunus im Rhein-Lahn-Kreis in Rheinland-Pfalz. Sie gehört der Verbandsgemeinde Nastätten an.

## Geographie
Gemmerich liegt im Taunus (westlicher Hintertaunus) im sogenannten Blauen Ländchen.

## Geschichte
Gemmerich wurde am 23. März 880 erstmals urkundlich erwähnt in einer Gütertauschurkunde des Königs Ludwig III., einem Urenkel Karls des Großen, mit der Abtei Prüm.
Im 13. Jahrhundert gehörte der Ort zum Vierherrengericht zu Marienfels. 1440 wurde das Dorf an Graf Johann von Katzenelnbogen verkauft. 1530 war der Landgraf von Hessen Landesherr, 1626 wurde der Ort hessen-darmstädtisch. Durch den Reichsdeputationshauptschluss 1803 und dessen Folgen kam Gemmerich 1806 zum Herzogtum Nassau, das 1866 aufgrund des Deutschen Krieges von Preußen annektiert wurde.
Nach dem Ersten Weltkrieg war Gemmerich bis zum Abzug der Franzosen 1929 besetzt, am Ende des Zweiten Weltkrieges, am 27. März 1945, wurde Gemmerich von US-Truppen eingenommen. Anschließend kam es in die französische Besatzungszone und ist seit 1946 Teil des damals neu gebildeten Landes Rheinland-Pfalz.
Nach der Verwaltungsreform 1969 wird der Loreleykreis (Landkreis Sankt Goarshausen) mit dem Unterlahnkreis zum neuen Rhein-Lahn-Kreis vereinigt, zu dem auch Gemmerich gehört.
2009 beschloss der Gemeinderat nach drei Jahren ohne Geschäft im Ort die Errichtung eines kleinen Ladengeschäfts mit einem Backshop auf Rechnung der Gemeinde (Tante-Emma-Laden).

## Politik

### Gemeinderat
Der Gemeinderat in Gemmerich besteht aus zwölf Ratsmitgliedern, die bei der Kommunalwahl am 9. Juni 2024 in einer Mehrheitswahl gewählt wurden, und dem ehrenamtlichen Ortsbürgermeister als Vorsitzendem.

### Bürgermeister
Ortsbürgermeister von Gemmerich ist Mario Winterwerber. Bei der Direktwahl am 26. Mai 2019 wurde er mit einem Stimmenanteil von 84,16 % und am 9. Juni 2024 als einziger Bewerber mit 82,0 % jeweils für fünf Jahre wiedergewählt.

## Wappen
Seit 1979 führt Gemmerich ein Gemeindewappen. Es zeigt in Blau auf grün-silber geschachtem Dreiberg eine goldene Linde, begleitet rechts von einem rotbezungten Löwenkopf und links von einem goldenen Hammer- und Schlägelpaar. Davon sollen der Löwenkopf an die frühere Zugehörigkeit zum Herzogtum Nassau, Hammer und Schlägel an den früher hier versuchten Bergbau erinnern.